# Pryteria apicata
Pryteria apicata är en fjärilsart som beskrevs av William Schaus 1905. Pryteria apicata ingår i släktet Pryteria och familjen björnspinnare. Inga underarter finns listade i Catalogue of Life.